# Jean Börlin

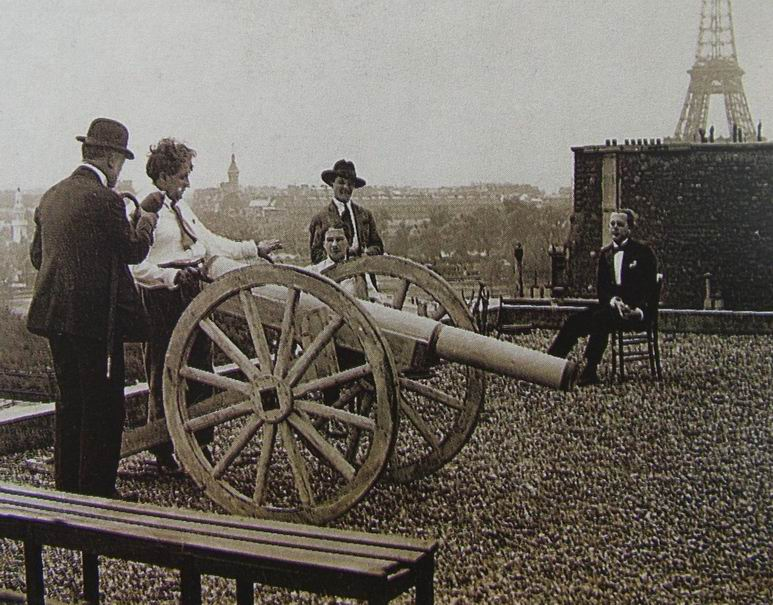
Erik Satie, Francis Picabia, René Clair und Jean Börlin in Entr’acte, Prolog zum Ballett Relâche (1924)

Jean Börlin (* 13. März 1893 in Härnösand; † 6. Dezember 1930 in New York City) war ein schwedischer Ballett-Tänzer und Choreograf. Während des Bestehens der in Paris gegründeten Ballett-Truppe Ballets Suédois (1920 bis 1925) war er deren erster Solist und Choreograf.

## Leben
Jean Börlin war Sohn eines Kapitäns. Seine Mutter trennte sich jedoch bald von ihrem Ehemann und Börlin wuchs bei der Familie ihres Bruders auf. 1902 wurde er Schüler von Gunhild Rosen an der Stockholmer Opern-Ballettschule. Ab 1905 war er Tänzer an der Königlichen Oper Stockholm, seit 1913 Zweiter Solist des dortigen Ensembles. Als Protegé des russischen Choreografen Michail Fokine verließ er 1918 Stockholm, um mit ihm in Kopenhagen weiterzuarbeiten. Dieser machte ihn auch mit Rolf de Maré bekannt, der sein Lebenspartner werden sollte.
In der 1920 von Rolf de Maré in Paris gegründeten Ballett-Truppe Ballets Suédois übernahm Börlin eine führende Rolle. Bei der Premiere am 25. Oktober 1920 präsentierte er vier Ballette, im folgenden Monat fünf weitere. In den fünf Jahren, während derer die Ballets Suédois existierten, choreografierte Börlin insgesamt 24 Ballette, in denen er sämtlich die Hauptrolle übernahm. Die Ballets Suédois machten sich einen Namen in der Ballett-Avantgarde des frühen 20. Jahrhunderts und unternahmen Tourneen durch Europa und die USA. Börlin arbeitete mit führenden Künstlern seiner Zeit zusammen, darunter Erik Satie, Jean Cocteau, Francis Picabia, Fernand Léger und Paul Claudel. Zu seinen Balletten zählten beispielsweise Les Mariés de la tour Eiffel auf Musik von Germaine Tailleferre, Georges Auric, Arthur Honegger, Darius Milhaud und Francis Poulenc (1921), Skating Rink (Musik: Honegger, 1922), La Création du monde (Musik: Milhaud, 1923) und Relâche (Musik: Satie, 1924). Börlin trat auch in zwei Filmen von René Clair auf (Entr’acte, 1924; Le Voyage imaginaire, 1925).
Nach zwei Jahren zeigten sich bei Börlin zunehmende Erschöpfungssymptome, gefolgt von wachsender Alkohol- bzw. Drogenabhängigkeit und Gewichtszunahme. Neben der Tatsache, dass Maré stark verschuldet war, trug dies zur Auflösung der Balletts Suédois 1925 bei. Außerdem kam es zum Zerwürfnis zwischen Börlin und Rolf de Maré.
1925 wurde Börlin Tänzer am Théâtre des Champs-Élysées in Paris, später gastierte er zusammen mit zwei Tänzerinnen der ehemaligen Ballets Suédois in verschiedenen Städten Nord- und Südamerikas. 1929 kehrte er nochmals nach Paris zurück. 1930 erlag er 37-jährig in New York einem Herzversagen.

## Darstellung Börlins in der bildenden Kunst
- Renèe Sintenis: Der Tänzer Jean Börlin (Statuette, Bronze, Höhe 23,5 cm, 1921; u. a. ein von sechs Exemplaren in der Nationalgalerie Berlin)[1]